# Marcia Andrades
Marcia Yuleisi Andrades Mendoza (20 de setembre de 1992), és un lluitadora veneçolana de lluita lliure. Va participar en dos Jocs Olímpics. Va aconseguir un 11è lloc als Jocs Olímpics de Pequín 2008 i va aconseguir la 19a posició als Jocs Olímpics de Londres 2012 en la categoria de 55 kg.
Va competir en vuit Mundials, va obtenir el 8è lloc el 2003. Va guanyar dues medalles de bronze als Jocs Panamericans de 2003 i 2007, es va classificar en la 5a posició el 2011. Va aconseguir dues medalles dels Jocs Centreamericans i del Carib, d'or el 2002. Va conquistar una medalla de plata dels Jocs Sud-americans de 2006. Va obtenir quatre medalles als Jocs Bolivarians, d'or 2001, 2005 i 2009. Deu vegades va pujar al podi dels Campionats Panamericans, aconseguint un or el 2000, 2005, 2006 i 2009. Va representar al seu país en la Copa del Món en 2005 classificant-se en la 4a posició.
El seu marit Ricardo Roberty també va competir en tornejos de lluita.